# Aeropuerto (Madrid)
Aeropuerto è un quartiere di Madrid integrato nel distretto di Barajas. Ha una superficie di 2.510,87 ettari e una popolazione di 2.135 abitanti (anno 2009).
Confina a nord con Alcobendas, ad est con Paracuellos de Jarama e San Fernando de Henares, ad ovest con i quartieri di Corralejos, Timón, il centro storico di Barajas e Alameda de Osuna, e a sud con Coslada e Rejas (San Blas-Canillejas).
Comprende il territorio intorno all'aeroporto di Barajas, delimitato a sud dall'Avenida de Aragón e ad est dall'Avenida de Logroño, Avenida de la Hispanidad e strada Alcobendas a Barajas.

## Monumenti e luoghi d'interesse

### Castello dell'Alameda
È classificato come singolare dal PGOUM (Progetto urbanistico generale per Madrid). È uno dei pochi resti di architettura militare del quindicesimo secolo e uno dei pochi castelli che sono sopravvissuti al passare del tempo che si è ripresentato dopo un accurato processo di restauro e trasformazione in un museo.
Il luogo dove sorge è uno spazio che rappresenta tutte le tappe della storia di questo territorio, situato tra Madrid e la valle del Jarama. Al di sotto di essa e dei suoi dintorni si trovano resti di antichi insediamenti che vanno dall'età del bronzo all'età romana. Attualmente è incorporato nel sistema dei musei, dove in estate si svolgono attività e laboratori per gli scolari.

### Mercato di Barajas
È il mercato settimanale localizzato nel quartiere Aeropuerto dove si vende abbigliamento (calzature, borse e cinture), attrezzature e biancheria per la casa, bigiotteria, decorazioni (fiori e piante), libri, parafarmacia, ventagli, ferramenta ed alimentazione (frutta e verdura, olive).

### Eremo Nuestra Señora de la Soledad

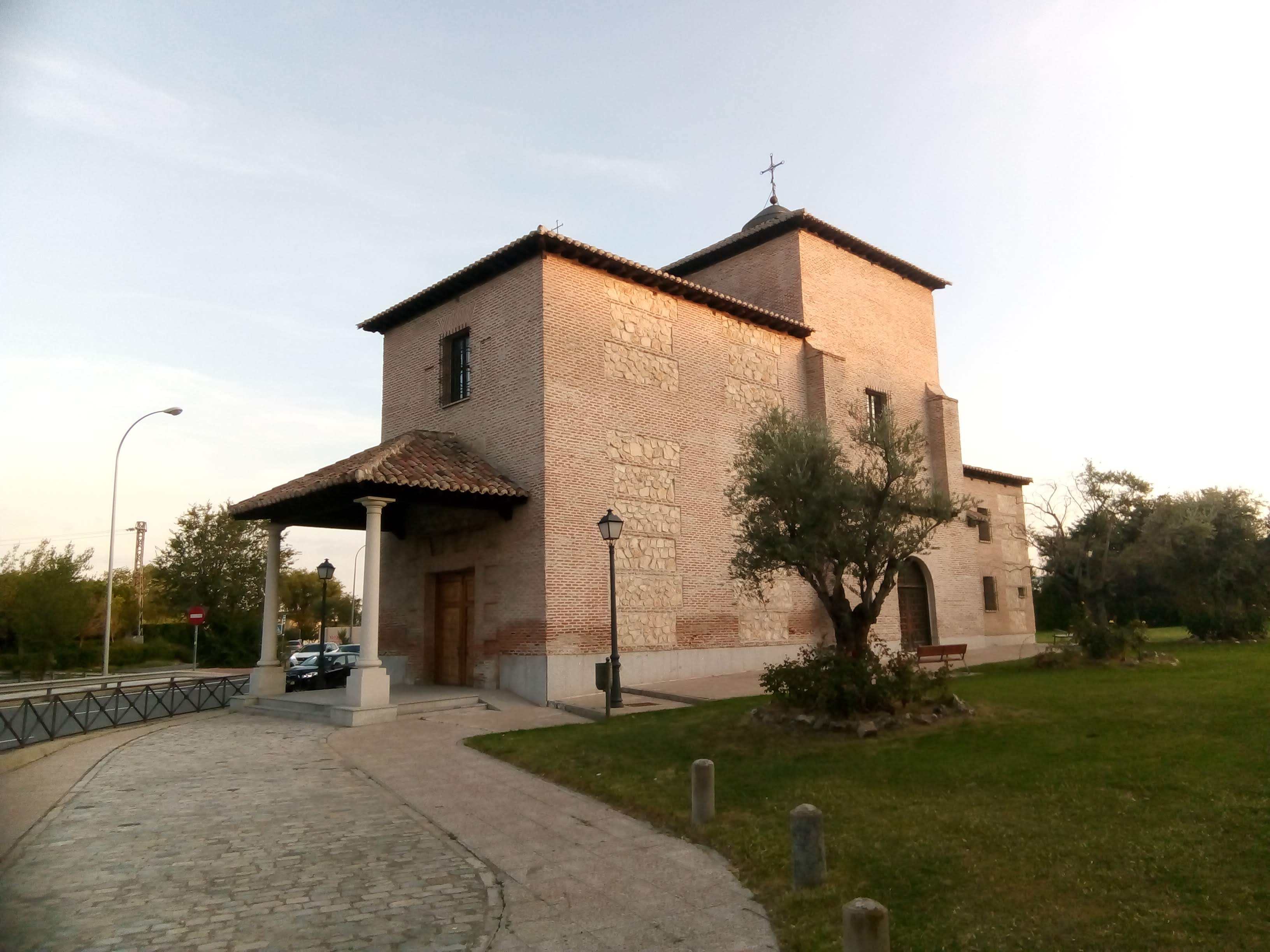
Nuestra Señora de la Soledad